# Rosa Balistreri
Rosa Balistreri (Licata, 21 de março de 1927 — Palermo, 20 de setembro de 1990) foi uma cantora, conhecida como uma das principais intérpretes da Música Folclórica da Sicília.

## Biografia
Nascida em uma família muito pobre de Licata seu pai, Emanuele Balistreri, era um carpinteiro ciumento, violento, amante do jogo e do vinho. A mãe, Vincenza Gibaldi, era uma mulher boa e simples. Ela tinha duas irmãs (Mariannina e Maria) e um irmão deficiente (Vincenzo). Rosa Balistreri cantava para desabafar a raiva. O selo forte e original da voz permitiu-lhe mais tarde interpretar as canções populares da Sicília com um tom altamente dramático expressando a pobreza e o orgulho pela sua terra.
Rosa Balistreri aos dezesseis anos se casou com Gioacchino Torregrossa, conhecido como Iachinuzzu. Foi um casamento arranjado, e depois dela descobrir que seu marido havia perdido o dinheiro do casamento da filha (Angela Torregrossa)  jogando jogos de azar, tentou matá-lo com uma lima e foi presa.
Rosa Balistreri ficou presa por 21 dias e, como o ex-marido sobreviveu, recebeu o benefício de liberdade condicional. Para manter sua filha, Rosa Balistreri trabalhou em fábricas de vidro, na coleta de caracóis, figos, legumes, sardinhas salgadas para o mercado, até que  finalmente foi trabalhar na casa de uma família rica.
No período em que trabalhava para essa família se apaixonou pelo filho dos patrões, ficou grávida, mas o filho nasceu morto. Enganada pelo filho dos patrões, Rosa Balistreri acabou denunciada e presa por sete meses, por roubar os diamantes da patroa.
Após a libertação da prisão, mudou-se para Palermo. Arrumou emprego como zeladora da Sacristia na Igreja de Maria de Agonia, onde viveu sob as escadas com seu irmão Vincenzo. Como se não bastasse todo o sofrimento de sua vida, Rosa Balistreri sofreu assédio sexual do novo padre, e com o dinheiro de esmolas, ela foi com seu irmão para Florença.
Este foi o período em que teve grandes alegrias e grandes tristezas. Trabalhou como empregada doméstica, seu irmão abriu uma pequena loja trabalhando como sapateiro, e chamou as irmãs Mariannina e Maria. A primeira permaneceu em Licata, mas Maria, depois de brigar com o marido, levou as crianças e foi viver com os irmãos em Florença.
Infelizmente, o marido perseguiu Maria, encontrou-a e a matou. Em Florença, Rosa viveu por 12 anos com o pintor Manfredi Lombardi, que lhe apresentou artistas como Mario De Micheli, Ignazio Buttitta e Dario Fo, posteriormente ele a trocou por uma modelo.

## Carreira
Por cerca de vinte anos, Rosa Balistreri viveu em Florença até que, em 1971, foi morar na sua amada Palermo, capital da Sicília, uma cidade que sempre foi fonte de inspiração para a artista. Em Palermo se uniu a Serena Lao, amiga e companheira de estrada, e com mais artistas como Sara Hat, Mara Monti, Laura Mollica e artistas mais jovens como Matilde Politi e Egle Mazzamuto.
Para manter-se e manter sua filha, que desde então havia deixado a faculdade por amor e já esperava um filho, Rosa Balistreri  cantou para o partido Unidade, recitado no Teatro Stabile di Catania. Em 1974 ela participou, juntamente com outros membros da música folclórica, para uma edição de Canzonissima. A partir de 1976, foi muitas vezes acompanhada por Mario Modestini, músico e compositor, que lhe escreveu canções para "La ballata del sale " (1979), "Di Buela" (1982) e "Ohi Bambulè!" (1987).

## Morte
- Rosa Balistreri morreu em Palermo, no hospital Villa Sofia, vítima de um acidente vascular cerebral, sofrido durante uma turnê na Calábria.

## Discografia
- La voce della Sicilia (1967, Tauro Record)
- Un matrimonio infelice (1967, Tauro Record)
- Amore tu lo sai la vita è amara (1971, Cetra Folk)
- Terra che non senti (1973, Cetra Folk)
- La cantatrice del Sud (1973, RCA – reedição La voce della Sicilia)
- Noi siamo nell'inferno carcerati (1974, Cetra Folk)
- Amuri senza amuri (1974, Cetra Folk)
- Vinni a cantari all'ariu scuvertu (1978, Cetra Folk)
- Concerto di Natale (1985, PDR)

Edições póstumas
- Rosa Balistreri (1996, Teatro del Sole - reedição em CD de La voce della Sicilia)
- Un matrimonio infelice (1997, Teatro del Sole - reedição em CD)
- Rari e Inediti (1997, Teatro del Sole, Primeira Edição)
- Amore tu lo sai la vita è amara (2000, Teatro del Sole - reedição em CD)
- Terra che non senti (2000, Teatro del Sole - reedição em CD)
- Noi siamo nell'inferno carcerati (2000, Teatro del Sole - reedição em CD)
- Vinni a cantari all'ariu scuvertu (2000, Teatro del Sole - reedição em CD)
- Canti siciliani (2004, Dejavu Retrogold)
- Collection .. la raggia, lu duluru, la passione (2004, Lucky Planets)
- Amuri senza amuri (2007, Lucky Planets - reedição em CD)
- Rosa canta e cunta (2007, Teatro del Sole, Primeira Edição)